# Svenska Bollspelsförbundet
Svenska Bollspelsförbundet, bildat 6 maj 1902 i Stockholm i Sverige, var ett svenskt sportförbund som i början av 1900-talet arrangerade tävlingar i bollspel, som bandy och fotboll, innan dessa hade egna förbund. Förbundet upplöstes 1906 och verksamheten sköttes därefter av Svenska Fotbollförbundet, som ansvarade för både fotboll och bandy fram till 1925, då Svenska Bandyförbundet bildades, samt från 1920 även ansvarade för ishockey, innan Svenska Ishockeyförbundet bildades i november 1922.
1902 arrangerade förbundet Sveriges första fotbollsserie.
1903 anordnade Svenska Bollspelsförbundet världens första bandyserie, med åtta lag.

### Fotnoter
1. ↑  Jimmy Lindahl (26 februari 2002). ”Hundra år sedan svenska bollspelsförbundet bildades”. Bolletinen. http://www.bolletinen.se/sfs/allsvenskan/sbf100.pdf. Läst 17 juni 2011.
2. ↑  Jimmy Lindahl (februari 2001). ”Svenska fotbollpokalen”. Bolletinen. http://www.bolletinen.se/sfs/allsvenskan/fotbollpokalen.pdf. Läst 10 oktober 2011.
3. ↑  ”Svensk ishockey år för år”. Svenska Ishockeyförbundet. https://www.swehockey.se/globalassets/svenska-ishockeyforbundet/historik/ar_for_ar.pdf. Läst 15 mars 2020.
4. ↑  Jimmy Lindahl (januari 2002). ”Hundra år sedan den Svenska seriepremiären”. Bolletinen. http://www.bolletinen.se/sfs/allsvenskan/serien100.pdf. Läst 10 oktober 2011.
5. ↑  Tobias Stark (12 juni 2010). ”Folkhemmet på is”. Linnéuniversitet. sid. 105. https://www.diva-portal.org/smash/get/diva2:320067/FULLTEXT01.pdf. Läst 18 mars 2020.